# Domenico Umberto D’Ambrosio

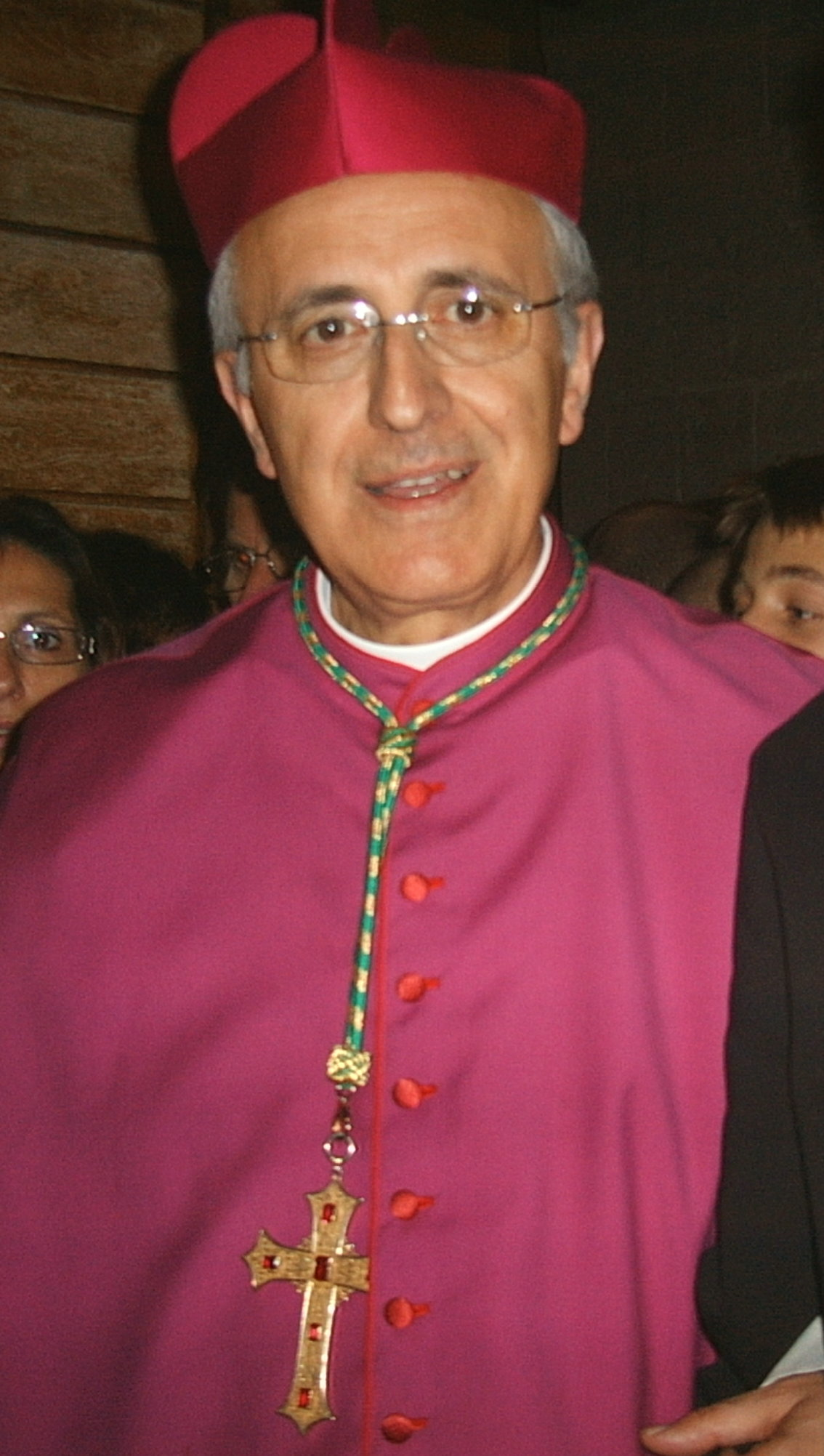
Erzbischof Domenico D’Ambrosio (2006)

Domenico Umberto D’Ambrosio (* 15. September 1941 in Peschici) ist ein italienischer Geistlicher und emeritierter römisch-katholischer Erzbischof von Lecce.

## Leben

Erzbischofswappen von Domenico Umberto D’Ambrosio

Domenico Umberto D’Ambrosio empfing am 19. Juli 1965 die Priesterweihe für das Erzbistum Manfredonia-Vieste-San Giovanni Rotondo. Er war zunächst Vizerektor des Gymnasiums Sacro Cuore in Manfredonia, ehe er 1969 als Pfarrer nach San Giovanni Rotondo ging, wo er im Folgejahr Erzpriester der Pfarrei San Leonardo wurde. 1971 wurde D’Ambrosio Direktor des diözesanen Pastoralrats. Von 1980 bis 1986 war er Mitglied der italienischen Priesterkommission.
Papst Johannes Paul II. ernannte ihn am 14. Dezember 1989 zum Bischof von Termoli-Larino. Der Papst persönlich spendete ihm am 6. Januar des nächsten Jahres die Bischofsweihe; Mitkonsekratoren waren Giovanni Battista Re, Substitut des Staatssekretariates, und Miroslav Stefan Marusyn, Sekretär der Kongregation für die orientalischen Kirchen. Als Wahlspruch wählte er Misericors et Fidelis.
Am 27. Mai 1999 wurde er zum Erzbischof von Foggia-Bovino ernannt. Am 8. März 2003 wurde er zum Erzbischof seiner Heimatdiözese Manfredonia-Vieste-San Giovanni Rotondo ernannt. Papst Benedikt XVI. ernannte ihn am 16. April 2009 zum Erzbischof von Lecce. Zusätzlich war Domenico D’Ambrosio Mitglied der regionalen Bischofskonferenz von Apulien.
Papst Franziskus nahm am 29. September 2017 seinen altersbedingten Rücktritt an.